# 二人参客 2015.8.15〜緑の日〜
『二人参客 2015.8.15〜緑の日〜』は、ゆずの通算3作目のライブ・アルバム。2015年9月9日発売。発売元はセーニャ・アンド・カンパニー。『二人参客 2015.8.16〜黄色の日〜』と同時発売。完全生産限定となる。

## 概要
横浜スタジアムでの弾き語りライブ「ゆず 弾き語りライブ 2015 二人参客 in 横浜スタジアム」の2015年8月15日に行われた公演の模様が収録されたライブ・アルバム。ライブから約3週間後の発売という‘‘最速リリース”（公式サイトより）としているが、実際には後述『歌時記 〜ふたりのビッグ（エッグ）ショー篇〜』の方がリリースは早い（公演から約2週間後にリリース）。
ゆずのアルバムの発売は『新世界』以来約1年7ヶ月ぶり、ライブ・アルバムの発売は『歌時記 〜ふたりのビッグ（エッグ）ショー篇〜』以来14年ぶりとなる。今作の発売後、13thオリジナルアルバムの発売も予定されている。
ゆずのアルバムが2作同時発売となるのは『Going [2001-2005]』『Home [1997-2000]』以来10年ぶり2度目となる（シングルの同時発売は過去にない。VHS、DVD、Blu-rayなど映像作品の2作同時発売や映像作品+CD作品の同時発売は何度かある）。
今作を8月15日、16日、17日のライブ会場で予約すると「ゆずオリジナルミネラルウォーター」などがもらえた。
終戦からちょうど70年の節目の日の公演ということもあり、アンコールでは前置きの後、「Hey和」が演奏された。

## チャート成績
2015年9月21日付オリコン週間アルバムランキングでは初登場1位で自身通算13作目、ライブアルバムとしては初の週間1位獲得となった。ライブアルバムが1位を獲得するのは、東京事変の『東京コレクション』以来3年7カ月ぶりである。『二人参客 2015.8.16〜黄色の日〜』も続く初登場2位となり、同一アーティストの週間アルバム1位・2位独占は西野カナの『Love Collection 〜pink〜』『Love Collection 〜mint〜』以来2年ぶりで、ゆずとしては『Home [1997-2000]』『Going [2001-2005]』以来10年3カ月ぶり、ライブアルバムの1・2位独占は尾崎豊の『約束の日 Vol.1』『約束の日 Vol.2』以来22年4カ月ぶりとなった。

## 収録曲
- 作詞・作曲者は各リンク先を参照されたい。

1. 栄光の架橋 (5:33)
2. 贈る詩 (4:21)
3. なにもない (5:12)
4. 〜風まかせ〜 (4:31)
5. 公園 (2:37)
路上ライブ時代に披露していた未発表曲で初の音源化。過去には[いつ?]ファンクラブ継続特典のDVDに収録されている。シングル「飛べない鳥」のカップリング曲の候補に選ばれデモを作ったことがある[いつ?]。作詞・曲は岩沢厚治。
6. 月曜日の週末 (3:23)
7. サヨナラバス (3:49)
8. 嗚呼、青春の日々 (4:35)
9. 雨のち晴レルヤ (4:56)
10. シシカバブー (5:10)
11. 虹 (7:37)
12. 夏色 (6:03)
13. 二人三脚 (6:03)
14. 終わらない歌 (4:00)
この曲のみ弾き語りではなく関東学院のマーチングバンドの伴奏とともに演奏。
15. 少年 (4:38)
16. Hey和 (6:24)

## 関連作品
- NININ SANKYAKU YUZU MEGA MIX
- 二人参客 2015.8.16〜黄色の日〜